# Kansai Electric Power Company
Kansai Electric Power Company, Incorporated (japansk: 関西電力株式会社 Kansai Denryoku kabushiki gaisha, KEPCO) eller Kanden (関電), er et japansk elselskab, der producerer og distribuerer elektricitet i Kansairegionen. In March 2012, the last reactor was taken off the powergrid. 
Kansai Electric Power Company har 164 elværker med en samlet kapacitet på 35.760 MW. Energien produceres primært fra termisk energi og vandkraft. Tidligere også kernekraft.